# Dystasiopsis
Dystasiopsis är ett släkte av skalbaggar. Dystasiopsis ingår i familjen långhorningar.
Kladogram enligt Catalogue of Life:
| Dystasiopsis | \| \| Dystasiopsis malaccana \| \| \| \| \| \| Dystasiopsis spiniscapus \| \| \| \| |
|              | \| \| Dystasiopsis malaccana \| \| \| \| \| \| Dystasiopsis spiniscapus \| \| \| \| |
|              | Dystasiopsis malaccana                                                              |
|              |                                                                                     |
|              | Dystasiopsis spiniscapus                                                            |
|              |                                                                                     |